# Dendrocnide cordifolia
Dendrocnide cordifolia är en nässelväxtart som först beskrevs av Lindsay Stewart Smith, och fick sitt nu gällande namn av B. R. Jackes och M. Hurley. Dendrocnide cordifolia ingår i släktet Dendrocnide och familjen nässelväxter. Inga underarter finns listade i Catalogue of Life.